# 帕塔斯省
帕塔斯省（西班牙語：Provincia de Pataz），是秘魯的省份，位於該國西北部拉利伯塔德大區，首府是塔亞班巴，始建於1821年2月12日，面積4,226平方公里，2007年人口78,383，人口密度每平方公里18.55人。